# Sondra Locke
Sandra Louise Smith (Shelbyville, Tennessee, 28 de mayo de 1944-Los Ángeles, California, 3 de noviembre de 2018), más conocida por su nombre artístico Sondra Locke, fue una actriz, cantante y directora de cine estadounidense, conocida por aparecer en varias películas del actor y director Clint Eastwood, del que fue compañera sentimental entre 1975 y 1989.

## Carrera
Pasó su infancia y adolescencia en su localidad natal y se graduó en el instituto Shelbyville Central High School en 1965. Posteriormente estudió arte dramático en la Middle Tennessee State University donde se graduaría en 1968. Después de iniciarse en el teatro, conseguiría su primer papel en el cine en El corazón es un cazador solitario, por lo que fue nominada al premio Oscar en la categoría de Mejor actriz, y a dos premios Globo de Oro, en la categoría de Mejor actriz y de New Star Of The Year (discontinuada).
En 1968, se casó con su amigo de la infancia, Gordon Anderson. Anderson se declaró homosexual en 1997, cuando Clint Eastwood lo mencionó en una entrevista. En la autobiografía de Locke, ella afirma que nunca tuvo relaciones sexuales con su marido y que él le confesó que era homosexual antes de su boda. Cuando empezó su romance con Eastwood, Anderson ya vivía con otro hombre. De todas maneras, Anderson y Locke mantuvieron una buena relación y, de hecho, continuaron legalmente casados. 
En los siguientes años, apareció en películas independientes y de culto, destacando La rebelión de las ratas, con Bruce Davison y Ernest Borgnine, así como en series de televisión como Barnaby Jones o Kung fu, Galería nocturna, El planeta de los simios o Cannon. Durante la década de 1970, destacó por sus intervenciones en otras películas como A Reflection of Fear (1973) y The Second Comming of Suzanne (1974).
Locke sufrió de su ruptura con Eastwood en medio de batallas legales, lo que a la larga destruyó su carrera cinematográfica, pues el actor que llegó a la cima de su carrera en Sin perdón (1992) como actor y director, puso a Locke en la lista negra de la industria hollywoodiense de la que nunca se recuperó.

## Relación con Eastwood
El primer encuentro de Sondra Locke con Clint Eastwood fue en 1972 cuando la actriz se presentó al casting de la película dirigida por Eastwood, Breezy. Eastwood tenía fama de mujeriego pero ello no evitó que a partir de 1975, comenzaran una relación sentimental durante el rodaje de El fuera de la ley, separándose de hecho de su esposo Gordon Anderson en 1978. Durante la segunda mitad de la década de 1970, Locke se convirtió en la compañera de pantalla de Eastwood tanto si este actuaba o tan solo dirigía. La actriz apareció en films como El fuera de la ley (1976), Ruta suicida (1977), Duro de pelar (1978), Bronco Billy (1980) e Impacto súbito (1983). Juntos también protagonizaron Any Which Way You Can (1980), secuela de Every Which Way but Loose que dirigió Buddy Van Horn.
En la década de 1980 trabajó en otros proyectos, como un biopic sobre la cantante Rosemary Clooney titulado Rosie: The Rosemary Clooney Story (1982), así como en las series televisivas Tales of Unexpected o Cuentos asombrosos; en esta última fue dirigida por Clint Eastwood en un episodio titulado Vanessa en el jardín. En 1986 realizó su debut como directora, con una película de poco éxito titulada Ratboy, donde también actuaba. 
En 1989, su relación con Eastwood acabó de una manera tormentosa. En su autobiografía, The Good, the Bad, and the Very Ugly (publicada en 1998) explica exhaustivamente sus años junto a Eastwood. Cuando la relación acabó, Locke interpuso una demanda contra Eastwood, donde le pedía 1 300 000 dólares. Locke alegó que Eastwood cambió de un día para otro las cerraduras de su casa. Según dice la biografía, Eastwood la obligó a tener dos abortos y a una ligadura de trompas. Eastwood siempre negó esas alegaciones y afirmó que su expareja estaba ganando dinero a su costa, gracias a la venta de ese libro.

## Trabajos posteriores
En 1990, dirigió otra película con más éxito, el drama Impulso. Las otras obras de Locke como directora fueron Hazme un favor (1997), además del telefilm Death in Small Doses (1995). Como actriz, trabajaría en un par de films independientes como Clean and Narrow y The Prophet's Game con Dennis Hopper.

## Fallecimiento
Padeció un cáncer de mama, y su recuperación sólo fue temporal. En el momento de su muerte vivía desahuciada por la misma enfermedad, completamente retirada de la interpretación y en su casa de Hollywood Hills, junto al doctor Scott Cunneen, su pareja sentimental desde hacía diez años y codirector del Center for Weight Loss en el Cedars Sinai Hospital.
Locke falleció el 3 de noviembre de 2018, a los 74 años. Su muerte no se hizo pública en los medios de comunicación hasta el 13 de diciembre, después de su entierro en el Cementerio Westwood Village de Los Ángeles.

## Filmografía

### Como actriz

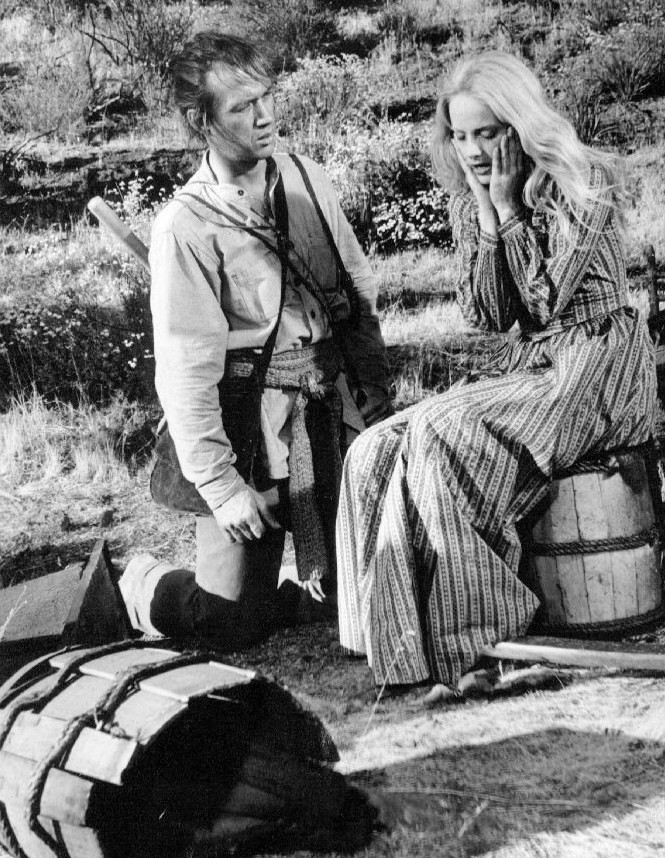
Sondra con David Carradine en una secuencia de la serie "Kung fu".

- El corazón es un cazador solitario (The Heart Is a Lonely Hunter) (1968), de Robert Ellis Miller.
- La revolución de las ratas (Willard) (1970), de  Daniel Mann
- Un reflejo de miedo (A Reflection of Fear) (1973), de William A. Fraker
- The Second Comming of Suzanne (1974), de Michael Barry
- The Outlaw Josey Wales (1976), de  Clint Eastwood
- Los sádicos (Death Game) (1977), de Peter S. Traynor
- Ruta suicida (The Gauntlet) (1977), de  Clint Eastwood
- Chikara (The Shadow of Chikara) (1977) de  Earl E. Smith
- Every Which Way but Loose  (1978), de  James Fargo
- Any Which Way You Can (1980), de  Buddy Van Horn
- Bronco Billy (Bronco Billy) (1980), de  Clint Eastwood
- Rosie: The Rosemary Clooney Story (1982)
- Impacto súbito (Sudden Impact) (1983), de  Clint Eastwood
- Ratboy (1986), de Sondra Locke
- Clean and Narrow (1999)
- The Prophet's Game (1999), de David Worth
- Ray Meets Helen (2017), de Alan Rudolph

### Como directora
- Hazme un favor (Do Me a Favor) (1997)
- Death in Small Doses (1995) (TV)
- Impulso (Impulse) (1990)
- Ratboy (1986)

## Premios y distinciones
Óscar
| Año  | Categoría               | Película                           | Resultado |
| ---- | ----------------------- | ---------------------------------- | --------- |
| 1969 | Mejor actriz de reparto | El corazón es un cazador solitario | Nominada  |